# IC 3456
IC 3456 је ознака објекта на координатама са ректансцензијом 12h 31m 43,7s и деклинацијом + 28° 21" 26'. Открио га је Макс Волф, 23. марта 1903. Каснијим посматрањима на том положају није уочен никакав астрономски објекат.